# カリソン

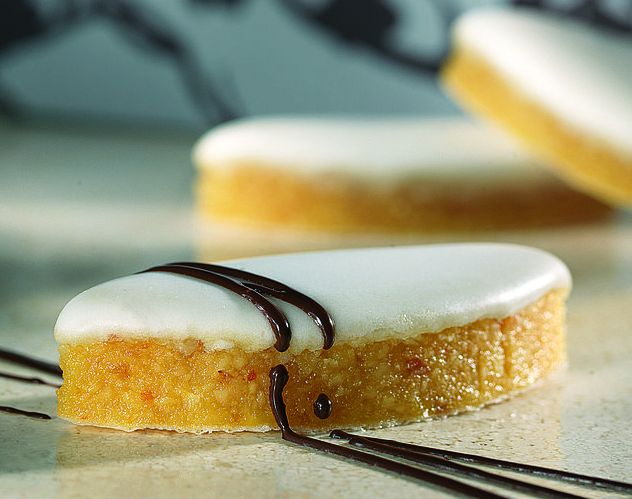
カリソンの例

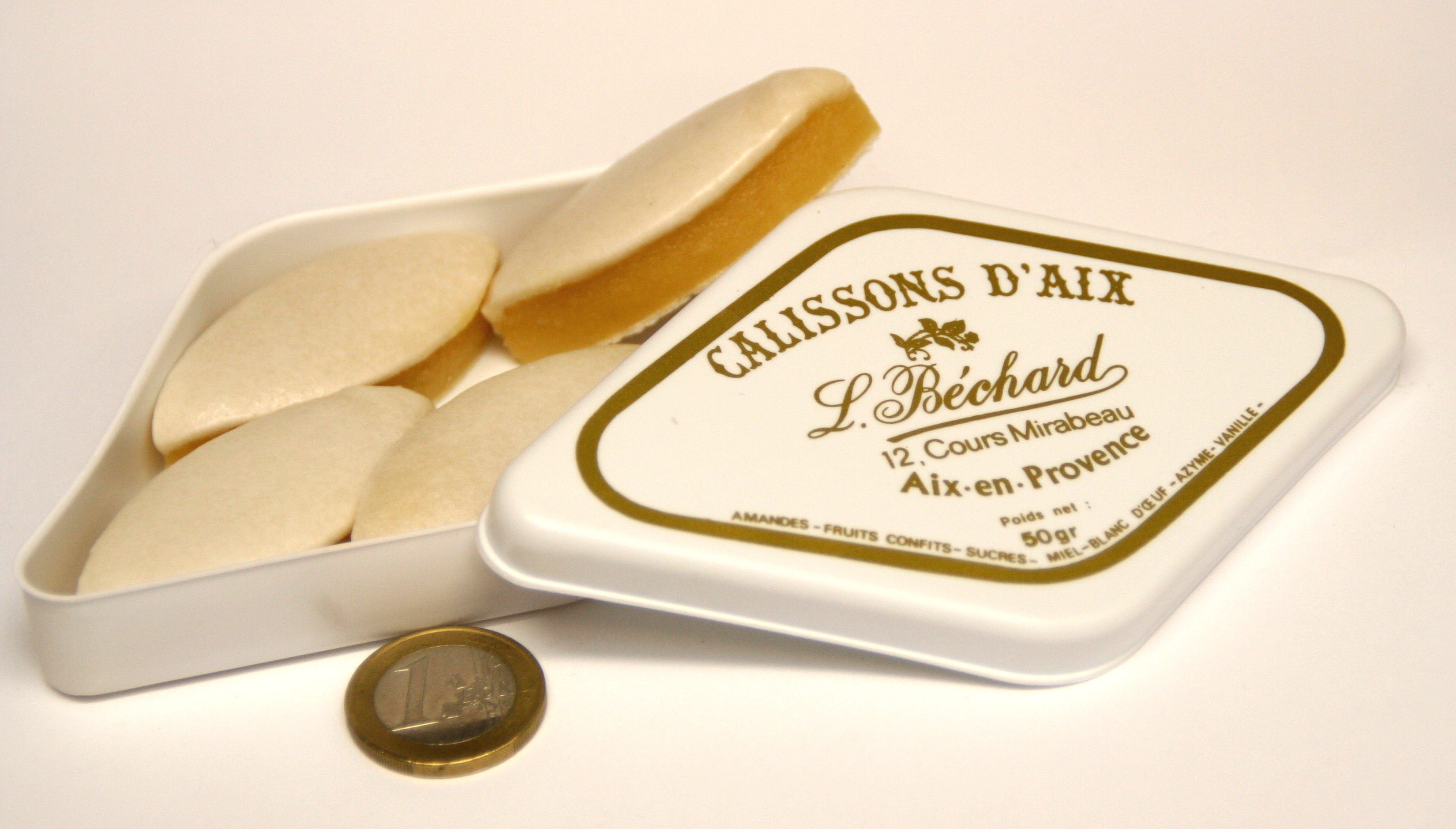
カリソン・デクスの市販品

カリソン（フランス語: calisson）、カリソン・デクス（フランス語: calisson d'Aix）は、フランス・エクス＝アン＝プロヴァンスの伝統菓子。アーモンド風味の菓子である。
南フランスのクリスマスで伝統的に供される十三菓（菓子やドライフルーツなど13種の盛り合わせ）にも使用される。

## 発祥
原型となる菓子は古代ギリシア、古代ローマから存在しており、プロヴァンスにはイタリア経由で入ってきたとされる。
伝説では、1454年にルネ・ダンジューがジャンヌ・ド・ラヴァルと婚礼するにあたって、菓子職人が作り上げたと言われている。ジャンヌ・ド・ラヴァルが菓子職人に菓子の名前を問うたところ、菓子職人はプロヴァンス地方の言葉で「抱擁（フランス語: Di calin soun）」と答えたところから、名付けられたとされる。
別の伝説では、1629年にエクス＝アン＝プロヴァンスでペストが流行したときに、大司教が信者を護るために聖餐式を行い、パンに代えて菓子を聖杯（カリス、プロヴァンス語でcalissoum）に入れて配ったことから名づけられたとされる。

## 材料
伝統的なカリソンには次の3つの材料が欠かせないとされる。
- 地中海沿岸で採れるアーモンド
- アプト名産のメロンのコンフィ
- 砂糖のシロップ